# Miasto Čakovec
Miasto Čakovec (chorw. Grad Čakovec) – jednostka administracyjna w Chorwacji, w żupanii medzimurskiej. W 2011 roku liczyła 27 104 mieszkańców.